# Икономика на Бруней
Бруней е с един от най-високите в света доходи на глава от населението. Султанът на Бруней е един от най-богатите хора на планетата.
Икономиката е основана на добива на нефт (около 8,8 млн. т.) и природен газ (над 9,8 млрд. куб.м), износът на които дава 95 % от валутните постъпления. Находищата са открити през 1929 г.
Обработват се 5,5 % от площта на страната. Отглеждат се кокосова палма, банани, манго, каучуково дърво и др. Добива се естествен каучук.
Над 80 % от хранителните продукти се внасят.